# Tiro nos Jogos Olímpicos de Verão de 2024 - Pistola livre 25 m feminino
A competição da pistola livre 25 m feminino do tiro nos Jogos Olímpicos de Verão de 2024 foi disputada em 2 e 3 de agosto de 2024 no Centro de Tiro Esportivo, em Châteauroux. Um total de 40 atiradoras de 29 Comitês Olímpicos Nacionais (CON) participaram do evento.

## Qualificação
O período de qualificação começou com o Campeonato Europeu de 2022 em Breslávia, Polônia, para os eventos de pistola. Por todo o processo, as vagas foram geralmente concedidas para as atiradoras que terminassem em primeiro lugar nos Campeonatos Mundiais da Federação Internacional de Esportes de Tiro (ISSF) ou nos respectivos campeonatos continentais (África, Europa, Ásia, Oceania e Américas).
Após o término do período de qualificação, com todos os CONs recebendo a lista oficial de vagas, a ISSF verificou o Ranking Mundial em cada um dos eventos individuais de tiro. A atiradora com a melhor colocação, que não tivesse classificado em nenhuma prova e cujo CON não tivesse vaga em uma prova específica, obteve uma vaga olímpica direta.

## Calendário
Horário local (UTC+2)
| Data                | Horário | Fase                     |
| ------------------- | ------- | ------------------------ |
| 2 de agosto de 2024 | 9:00    | Qualificação – precisão  |
| 2 de agosto de 2024 | 12:00   | Qualificação – agilidade |
| 3 de agosto de 2024 | 9:30    | Final                    |

## Medalhistas
| Ouro   | KOR Yang Ji-in           |
| Prata  | FRA Camille Jedrzejewski |
| Bronze | HUN Veronika Major       |

## Recordes
Antes desta competição, os seguintes recordes eram estabelecidos:
| Recordes da qualificação | Recordes da qualificação | Recordes da qualificação | Recordes da qualificação | Recordes da qualificação |
| ------------------------ | ------------------------ | ------------------------ | ------------------------ | ------------------------ |
| Recorde mundial          | Rhythm Sangwan           | 595                      | Baku                     | 13 de maio de 2023       |
| Recorde olímpico         | Zhang Jingjing           | 592                      | Rio de Janeiro           | 10 de agosto de 2016     |

| Recordes da final | Recordes da final                   | Recordes da final | Recordes da final | Recordes da final   |
| ----------------- | ----------------------------------- | ----------------- | ----------------- | ------------------- |
| Recorde mundial   | Kim Ye-ji                           | 42                | Baku              | 10 de maio de 2024  |
| Recorde olímpico  | Vitalina Batsarashkina Kim Min-jung | 38                | Tóquio            | 30 de julho de 2021 |

## Resultados

### Qualificação
As oito primeiras atiradoras após a qualificação avançam para a final.
| Pos. | Atiradora             | CON                             | Precisão | Precisão | Precisão | Precisão | Agilidade | Agilidade | Agilidade | Agilidade | Total | 10x | Notas |
| Pos. | Atiradora             | CON                             | 1        | 2        | 3        | Total    | 1         | 2         | 3         | Total     | Total | 10x | Notas |
| ---- | --------------------- | ------------------------------- | -------- | -------- | -------- | -------- | --------- | --------- | --------- | --------- | ----- | --- | ----- |
| 1    | Veronika Major        | HUN Hungria                     | 96       | 100      | 98       | 294      | 100       | 98        | 100       | 298       | 592   | 27  | Q, =  |
| 2    | Manu Bhaker           | IND Índia                       | 97       | 98       | 99       | 294      | 100       | 98        | 98        | 296       | 590   | 24  | Q     |
| 3    | Hanieh Rostamian      | IRI Irã                         | 98       | 97       | 97       | 292      | 98        | 100       | 98        | 296       | 588   | 18  | Q     |
| 4    | Trịnh Thu Vinh        | VIE Vietnã                      | 97       | 96       | 97       | 290      | 100       | 98        | 99        | 297       | 587   | 25  | Q     |
| 5    | Zhao Nan              | CHN China                       | 95       | 97       | 99       | 291      | 97        | 99        | 99        | 295       | 586   | 19  | Q     |
| 6    | Yang Ji-in            | KOR Coreia do Sul               | 96       | 97       | 98       | 291      | 98        | 100       | 97        | 295       | 586   | 19  | Q     |
| 7    | Camille Jedrzejewski  | FRA França                      | 98       | 98       | 98       | 294      | 97        | 100       | 94        | 291       | 585   | 25  | Q     |
| 8    | Katelyn Abeln         | USA Estados Unidos              | 94       | 97       | 99       | 290      | 98        | 98        | 99        | 295       | 585   | 19  | Q     |
| 9    | Liang Xiaoya          | CHN China                       | 97       | 98       | 94       | 289      | 98        | 98        | 99        | 295       | 584   | 23  |       |
| 10   | Andrea Pérez Peña     | ECU Equador                     | 97       | 96       | 98       | 291      | 94        | 99        | 99        | 292       | 583   | 19  |       |
| 11   | Antoaneta Kostadinova | BUL Bulgária                    | 95       | 96       | 97       | 288      | 97        | 99        | 99        | 295       | 583   | 18  |       |
| 12   | Teh Xiu Hong          | SGP Singapura                   | 97       | 98       | 98       | 293      | 96        | 98        | 96        | 290       | 583   | 17  |       |
| 13   | Doreen Vennekamp      | GER Alemanha                    | 95       | 97       | 97       | 289      | 98        | 98        | 98        | 294       | 583   | 15  |       |
| 14   | Sára Ráhel Fábián     | HUN Hungria                     | 95       | 99       | 97       | 291      | 97        | 97        | 97        | 291       | 582   | 17  |       |
| 15   | Diana Durango         | ECU Equador                     | 94       | 95       | 96       | 285      | 98        | 98        | 100       | 296       | 581   | 22  |       |
| 16   | Tien Chia-chen        | TPE Taipé Chinês                | 96       | 97       | 97       | 290      | 98        | 98        | 95        | 291       | 581   | 18  |       |
| 17   | Sylvia Steiner        | AUT Áustria                     | 95       | 96       | 95       | 286      | 99        | 98        | 98        | 295       | 581   | 17  |       |
| 18   | Esha Singh            | IND Índia                       | 95       | 96       | 100      | 291      | 97        | 96        | 97        | 290       | 581   | 17  |       |
| 19   | Tanyaporn Prucksakorn | THA Tailândia                   | 97       | 93       | 99       | 289      | 95        | 98        | 98        | 291       | 580   | 20  |       |
| 20   | Alejandra Zavala      | MEX México                      | 97       | 98       | 95       | 290      | 97        | 97        | 96        | 290       | 580   | 17  |       |
| 21   | Şevval İlayda Tarhan  | TUR Turquia                     | 95       | 96       | 96       | 287      | 96        | 98        | 98        | 292       | 579   | 20  |       |
| 22   | Kishmala Talat        | PAK Paquistão                   | 95       | 99       | 95       | 289      | 98        | 93        | 99        | 290       | 579   | 18  |       |
| 23   | Mathilde Lamolle      | FRA França                      | 95       | 96       | 96       | 287      | 96        | 96        | 99        | 291       | 578   | 21  |       |
| 24   | Laina Pérez           | CUB Cuba                        | 96       | 96       | 97       | 289      | 97        | 97        | 94        | 288       | 577   | 14  |       |
| 25   | Olena Kostevych       | UKR Ucrânia                     | 94       | 97       | 95       | 286      | 96        | 96        | 98        | 290       | 576   | 19  |       |
| 26   | Agate Rašmane         | LAT Letônia                     | 99       | 93       | 96       | 288      | 96        | 98        | 94        | 288       | 576   | 17  |       |
| 27   | Kim Ye-ji             | KOR Coreia do Sul               | 97       | 96       | 97       | 290      | 98        | 89        | 98        | 285       | 575   | 25  |       |
| 28   | Şimal Yılmaz          | TUR Turquia                     | 95       | 94       | 95       | 284      | 91        | 100       | 99        | 290       | 574   | 17  |       |
| 29   | Klaudia Breś          | POL Polônia                     | 97       | 98       | 98       | 293      | 98        | 94        | 88        | 280       | 573   | 17  |       |
| 30   | Stina Lawner          | SWE Suécia                      | 96       | 94       | 95       | 285      | 94        | 97        | 97        | 288       | 573   | 16  |       |
| 31   | Wu Chia-ying          | TPE Taipé Chinês                | 95       | 96       | 89       | 280      | 96        | 99        | 97        | 292       | 572   | 15  |       |
| 32   | Ada Korkhin           | USA Estados Unidos              | 92       | 96       | 100      | 288      | 96        | 100       | 87        | 283       | 571   | 17  |       |
| 33   | Kamonlak Saencha      | THA Tailândia                   | 96       | 96       | 95       | 287      | 93        | 98        | 92        | 283       | 570   | 13  |       |
| 34   | Anna Korakaki         | GRE Grécia                      | 90       | 91       | 94       | 275      | 98        | 98        | 99        | 295       | 570   | 12  |       |
| 35   | Elena Galiabovitch    | AUS Austrália                   | 97       | 93       | 93       | 283      | 93        | 99        | 94        | 286       | 569   | 13  |       |
| 36   | Josefin Eder          | GER Alemanha                    | 91       | 97       | 91       | 279      | 97        | 97        | 96        | 290       | 569   | 12  |       |
| 37   | Manjola Konini        | ALB Albânia                     | 94       | 94       | 90       | 278      | 97        | 96        | 98        | 291       | 569   | 10  |       |
| 38   | Nour Abbas Mohammed   | EGY Egito                       | 97       | 91       | 94       | 282      | 94        | 94        | 98        | 286       | 568   | 18  |       |
| 39   | Aliaksandra Piatrova  | AIN Atletas Individuais Neutros | 95       | 98       | 95       | 288      | 97        | 91        | 90        | 278       | 566   | 14  |       |
| 40   | Nino Salukvadze       | GEO Geórgia                     | 91       | 92       | 94       | 277      | 95        | 95        | 96        | 286       | 563   | 16  |       |

### Final
Após a quarta série de tiros, as competidoras com as piores pontuações são eliminadas em cada série até restarem duas atiradoras.
| Pos.              | Atiradora            | CON                | Séries | Séries | Séries | Séries | Séries | Séries | Séries | Séries | Séries | Séries | S-off | Notas |
| Pos.              | Atiradora            | CON                | 1      | 2      | 3      | 4      | 5      | 6      | 7      | 8      | 9      | 10     | S-off | Notas |
| ----------------- | -------------------- | ------------------ | ------ | ------ | ------ | ------ | ------ | ------ | ------ | ------ | ------ | ------ | ----- | ----- |
| Medalha de ouro   | Yang Ji-in           | KOR Coreia do Sul  | 3      | 8      | 13     | 17     | 20     | 24     | 27     | 30     | 32     | 37*    | +4    |       |
| Medalha de prata  | Camille Jedrzejewski | FRA França         | 4      | 6      | 10     | 14     | 18     | 22     | 26     | 29     | 32     | 37*    | +1    |       |
| Medalha de bronze | Veronika Major       | HUN Hungria        | 2      | 6      | 10     | 14     | 19     | 21     | 25     | 28*    | 31     | —      | +4    |       |
| 4                 | Manu Bhaker          | IND Índia          | 2      | 6      | 10     | 13     | 18     | 22     | 26     | 28*    | —      | —      | +3    |       |
| 5                 | Zhao Nan             | CHN China          | 3      | 6      | 10     | 14     | 17     | 21     | 23     | —      | —      | —      |       |       |
| 6                 | Hanieh Rostamian     | IRI Irã            | 4      | 7      | 9      | 14     | 17     | 19     | —      | —      | —      | —      |       |       |
| 7                 | Trịnh Thu Vinh       | VIE Vietnã         | 4      | 7      | 10     | 13     | 16     | —      | —      | —      | —      | —      |       |       |
| 8                 | Katelyn Abeln        | USA Estados Unidos | 1      | 3      | 5      | 5      | —      | —      | —      | —      | —      | —      |       |       |